# 王舜 (西汉)
王舜（？—16年），魏郡元城人，西汉末年官员、外戚。

## 生平
王音的儿子，王莽的同宗兄弟。为人严整，汉哀帝时，为駙馬都尉、太仆、安阳侯。汉平帝即位，为车骑将军。王莽以他为心腹，封万户，为太保。王莽立孺子婴，王舜为太傅左辅。王莽建立新朝，王舜为太师、安新公。

## 家庭
- 父亲：王音
- 母亲：□氏
- 妻子：□氏
- 长子：王延（被更始军俘杀），儿媳：□氏
- 次子：王匡（被绿林军俘杀），儿媳：□氏
- 三子：王林（被更始军俘杀），儿媳：□氏